# فانتشا فاس
فانتشا فاس (بالإنجليزية: Vanča Vas)‏ هي منطقة سكنية تقع في سلوفينيا في بريكمورج.[بحاجة لمصدر] يقدر عدد سكانها بـ 509 نسمة ومساحتها 6.99 كم2 وترتفع عن سطح البحر 195.9 متر.